# Преображенская церковь (Дмитров)
Спасо-Преображенская церковь (также Церковь Никиты Великомученика, Никитская церковь, Преображенская церковь, церковь Спаса Преображения, Спасская церковь) — несохранившийся православный храм в городе Дмитрове, принадлежавший Никитскому монастырю в XIII—XVII веках, приходской в XVIII—XX веках.
Являлась центром Никитской слободы Дмитрова. Здание церкви располагалось на месте пересечения Луговой (Никитской) улицы с каналом имени Москвы.

## История
Первый деревянный Никитский храм на месте будущей Спасо-Преображенской церкви был построен в XIII веке как главный собор существовавшего на этом месте Никитского монастыря (в честь Никиты Мученика).
Это был один из четырёх средневековых монастырей города Дмитрова (наряду с Пятницким, Троицким и сохранившимся до нашего времени Борисоглебским).
Рядом по Яхроме (севернее) до XVIII века располагалась подгородская слободка Медведевой пустыни.
Монастырь представлял собой «особняк». В 1764 году в ходе Секуляризационной реформы принадлежавшие монастырю земли были переданы в Государственную коллегию экономии. Никитская церковь продолжила своё существование как приходская. Церковь дала название Никитской (Луговой) улице города Дмитрова.
Последнее по времени здание церкви выстроено в 1768—1781 годах в стиле барокко. Храм был освящён как Спасо-Преображенский. В трапезной находились Никольский (в честь Николая Чудотворца) и Никитский (в честь Никиты Мученика) приделы. Колокольня выстроена в 1875 году.
В марте 1933 года президиум ВЦИК утвердил решение Мособлисполкома о ликвидации и сносе на трассе канала Москва-Волга Васильевской (Благовещенской) и Никитской (Преображенской) церквей Дмитрова, несмотря на ходатайства прихожан об отсрочке закрытия и сноса храмов в Комиссию по религиозным культам при ВЦИК.